# 天士夢
《天士夢》是一部2001年上映的韓國電影，以科幻、動作、愛情為電影題材，在韓國拍攝及上映，由朴熙俊執導，主要演員包括黎明、朴恩惠、李奈映等，以韓語對白演出。韓國政府借出直升機、警車、消防車及派出五六十名警員參與拍攝工作，製作費超過港幣三千萬元。

## 情節介紹
電影內容講述城真是警局的特戰隊的成員，他每天晚上都做了同樣的夢，夢見一個女人被怪物追趕，每當這個女人到了危險關頭，城真就會從睡夢中驚醒。第二天，城真回到警局與上司討論案情，上司播放了關於張博士的研究室遭到宗教暴力集團闖入破壞的錄影片段，希望能夠破獲這個重大案件。在調查行動中，城真來到張博士的研究室，期間看到一張照片，照片中的女人正好就是他每晚夢見的女人，原來她是張博士的女兒南紅。張博士正進行一項關於前生的研究，為了用科學來證明前生的存在，張博士製造了時光隧道，並利用女兒來做實驗，實驗期間卻遭到暴力集團闖入破壞，導致女兒無法從時光隧道回來。張博士認為城真能夠幫助拯救女兒南紅，而城真亦希望能解開夢境的謎團，於是答應張博士的要求。城真在實驗過程中發現自己和南紅在前生是一對戀人，但在門當戶對的制度下不能相愛。城真所身處的時空突然發生了戰爭，他冒著不能返回現在的風險，嘗試去拯救身處險境的南紅，展開了一段科幻的生死愛情故事。

## 主要角色
- 黎明－城真
- 朴恩惠－南紅
- 李奈映－蕭蕭

## 電影歌曲
《天士夢電影原聲大碟》於2001年在韓國發行，專輯收錄了十六首電影原聲配樂及歌曲，當中由香港知名歌手黎明演唱主題曲《天士夢》（천사몽）。

## 反響
電影《天士夢》於韓國上映首周的入場人次約有一萬三千人，而香港亦出現有關的盜版影碟，媒體報導表示，觀眾最期待看到由男主角黎明親自用韓語配音的版本，惟收看時發現黎明的角色用上配音，令觀眾感到失望，認為由配音員代替黎明配音，親切感會大打折扣。媒體表示黎明原本親自為此電影配上韓語對白，然而導演朴熙俊認為黎明的韓語發音不純正，主張以配音員代替，黎明表示尊重導演的決定，認為自己最重要是盡了責任，其他不必計較。